# Strijkkwartet nr. 9 (Sjostakovitsj)
Dmitri Sjostakovitsj's Strijkkwartet Nr. 9 in es majeur (opus 117) werd geschreven in 1964 ter ere van Sjostakovitsj's derde vrouw, Irina Antonovna Sjostakovitsj, met wie hij in 1962 trouwde.
Sjostakovitsj paste zijn werken bijna nooit aan, maar het 9e Strijkkwartet is een van deze gevallen. De eerste versie werd in de herfst van 1961 voltooid. In een depressie, volgens hemzelf een bui van "gezonde zelfkritiek" had Sjostakovitsj het werk in de oven verbrand. Hij zou dit ook een keer in 1926 hebben gedaan.
Het duurde drie jaar voordat de "nieuwe" versie van het 9e Strijkkwartet werd afgewerkt, op 28 mei 1964. De première vond plaats op 20 november 1964 in Moskou, uitgevoerd door het Beethoven Quartet. Dimitri Tsyganov, de leider van het Beethoven Quartet, vertelde Sjostakovitsj dat de eerste versie was gebaseerd op "thema's uit zijn jeugd", en dat de nieuwe versie "compleet anders" was.
Het werk bestaat uit vijf delen:
1. Moderato con moto
2. Adagio
3. Allegretto
4. Adagio
5. Allegro

Strijkkwartet nr. 1 · Strijkkwartet nr. 2 · Strijkkwartet nr. 3 · Strijkkwartet nr. 4 · Strijkkwartet nr. 5 · Strijkkwartet nr. 6 · Strijkkwartet nr. 7 · Strijkkwartet nr. 8 · Strijkkwartet nr. 9 · Strijkkwartet nr. 10 · Strijkkwartet nr. 11 · Strijkkwartet nr. 12 · Strijkkwartet nr. 13 · Strijkkwartet nr. 14 · Strijkkwartet nr. 15